# Émilie Fournel
Émilie Fournel (Montreal, 26 d'octubre de 1986) és una esportista quebequesa que va competir en piragüisme en la modalitat d'aigües tranquil·les, guanyadora de dues medalles de bronze al Campionat Mundial de Piragüisme, en els anys 2009 i 2015.

## Palmarès internacional
| Campionat Mundial | Campionat Mundial   | Campionat Mundial | Campionat Mundial |
| Any               | Lloc                | Medalla           | Competició        |
| ----------------- | ------------------- | ----------------- | ----------------- |
| 2009              | Dartmouth ( Canadà) | 3                 | K1 4x200 m        |
| 2015              | Milà ( Itàlia)      | 3                 | K1 5000 m         |